# Furigana
Furigana (振り仮名) is een van de gebruiksvormen van kana in de Japanse geschreven taal. Deze fonetische kana-karakters (meestal hiragana) staan in sommige Japanse teksten bij Chinese karakters (kanji) om zo de uitspraak aan te geven. Bij horizontaal geschreven teksten (yokogaki) staan ze boven de bijbehorende kanji en bij verticaal geschreven texten (tategaki) rechts ervan (zie onder). Furigana staan in Japan ook bekend als yomigana (読み仮名) of rubi (ルビ). Het is een vorm van rubytekst.
| 漢 | か ん |
| 字 | じ    |

| かん | じ |
| 漢   | 字 |

Furigana wordt in teksten gebruikt met verschillende doeleinden, waaronder de aanduiding van de uitspraak van namen (deze kunnen vaak op meerdere manieren worden geschreven of uitgesproken), hulp aan jongere kinderen (die bezig zijn te leren hoe ze de complexe kanji moeten lezen), of als geheugensteun voor zeldzame kanji-karakters. Kranten zijn zelfs verplicht furigana te gebruiken bij deze zeldzamere karakters. Furigana wordt ook opmerkelijk veel gebruikt in Japanse manga-strips.